# Aplicație biliniară
În matematică o aplicație biliniară este o funcție care combină elemente a două spații vectoriale pentru a produce un element al unui al treilea spațiu vectorial și este liniară în funcție de fiecare dintre argumentele sale. Un exemplu de aplicație biliniară este înmulțirea matricilor.

## Definiție

### Spații vectoriale
Fie {\displaystyle V,W} și {\displaystyle X} trei spații vectoriale peste aceeași bază, corpul {\displaystyle F}. O aplicație biliniară este o funcție
{\displaystyle B:V\times W\to X}
Astfel încât pentru orice {\displaystyle w\in W}, aplicația {\displaystyle B_{w}}
{\displaystyle v\mapsto B(v,w)}
este o aplicație liniară din {\displaystyle V} pe {\displaystyle X,} și pentru orice {\displaystyle v\in V}, aplicația {\displaystyle B_{v}}
{\displaystyle w\mapsto B(v,w)}
este o formă de aplicație liniară din {\displaystyle W} pe {\displaystyle X.} Cu alte cuvinte, când se menține fix primul argument al aplicației biliniare în timp ce se permite celui de al doilea să varieze, rezultatul este un operator liniar, și la fel atunci când se menține fix al doilea argument.
O astfel de aplicație {\displaystyle B} satisface următoarele proprietăți.
- Pentru orice {\displaystyle \lambda \in F}, {\displaystyle B(\lambda v,w)=B(v,\lambda w)=\lambda B(v,w).}
- Aplicația {\displaystyle B} este aditivă pentru ambele componente: dacă {\displaystyle v_{1},v_{2}\in V} și {\displaystyle w_{1},w_{2}\in W,} atunci {\displaystyle B(v_{1}+v_{2},w)=B(v_{1},w)+B(v_{2},w)} și {\displaystyle B(v,w_{1}+w_{2})=B(v,w_{1})+B(v,w_{2}).}

Dacă {\displaystyle V=W} și există
{\displaystyle B(v,w)=B(w,v)} pentru orice {\displaystyle v,w\in V,} atunci se spune că B este simetrică. Dacă X este corpul F al bazei, atunci aplicația este o formă biliniară, care este binecunoscută (de exemplu: produsul scalar, produsul interior și forma pătratică).

### Module
Definiția funcționează fără nicio modificare dacă în loc de spații vectoriale peste un corp F se  folosesc module⁠(d) peste un inel comutativ R. Se generalizează la funcții n-are, unde termenul potrivit este multiliniar.
Pentru inelele necomutative R și S, un R-modul din stânga, M, și un S-modul din dreapta, N, o aplicație biliniară este o aplicație B : M × N → T  cu T un {R, S)-bimodul și pentru care orice n din N, m ↦ B(m, n) este un homomorfism al modulului R, iar pentru orice m din M, n ↦ B(m, n) este homomorf cu modulul S. Acest lucru satisface
{\displaystyle B(r\cdot m,n)=B(m,n)}
{\displaystyle B(m,n\cdot s)=B(m,n)\cdot s}
pentru toate m din M, n din N, r din R și s din S, precum și că B este aditiv pentru fiecare argument.

## Proprietăți
O consecință imediată a definiției este că B(v, w) = 0X ori de câte ori v = 0V sau w = 0W. Acest lucru poate fi văzut scriind vectorul zero, 0V, sub forma 0 ⋅ 0V (și similar pentru 0W) și mutarea scalarului 0 „în afară”, în fața lui B.
Mulțimea L(V, W; X) tuturor aplicațiilor biliniare este un subspațiu liniar⁠(d) al spațiului (adică un spațiu vectorial, modul) al tuturor aplicațiilor din V × W în X.
Dacă V, W, X sunt finite dimensional, atunci la fel este L(V, W; X). Pentru {\displaystyle X=F}, adică formele biliniare, dimensiunea acestui spațiu este dim V × dim W (în timp ce spațiul L(V × W; F) din formele liniare are dimensiunea dim V + dim W). Pentru a vedea acest lucru, se alege o bază pentru V și W; atunci fiecare aplicație biliniară poate fi reprezentată în mod unic prin matricea B(ei, fj) și invers.
Acum, dacă X este un spațiu de dimensiune mai mare, este evident că dim L(V, W; X) = dim V × dim W × dim X.

## Exemple
- Înmulțirea matricilor este o aplicație biliniară M(m, n) × M(n, p) → M(m, p).
- Dacă un spațiu vectorial V peste numerele reale {\displaystyle \mathbb {R} } are un spațiu prehilbertian, atunci produsul interior este o aplicație biliniară {\displaystyle V\times V\to \mathbb {R} .} Spațiul vectorial al produsului are o singură dimensiune.
- În general, la un spațiu vectorial V peste corpul F, o formă biliniară pe V este aceeași cu aplicația biliniară V × V → F.
- Dacă V are spațiu vectorial spațiu dual⁠(d) V∗, atunci operatorul aplicației b(f, v) = f(v) este o aplicație biliniară V∗ × V pe corpul bazei.
- Fie V și W spații vectoriale pe bază a corpului F. facă f este un element al lui V∗ iar g un element al lui W∗, atunci b(v, w) = f(v)g(w) definește aplicația biliniară V × W → F.
- Produsul vectorial din {\displaystyle \mathbb {R} ^{3}} este o aplicație biliniară {\displaystyle \mathbb {R} ^{3}\times \mathbb {R} ^{3}\to \mathbb {R} ^{3}.}
- Fie {\displaystyle B:V\times W\to X} o aplicație biliniară, iar {\displaystyle L:U\to W} o aplicație liniară, atunci (v, u) ↦ B(v, Lu) este o aplicație biliniară pe V × U.